# Associazione Calcio Martina 1947 2007-2008
Questa voce raccoglie le informazioni riguardanti l 'Associazione Calcio Martina 1947 nelle competizioni ufficiali della stagione 2007-2008.

## Rosa
| N. |                           | Ruolo | Calciatore          |
| -- | ------------------------- | ----- | ------------------- |
|    | Italia (bandiera)         | C     | Mauro Agostino      |
|    | Argentina (bandiera)      | A     | Federico Arias      |
|    | Italia (bandiera)         | D     | Alessandro Armenise |
|    | Italia (bandiera)         | C     | Maurizio Bedin      |
|    | Italia (bandiera)         | D     | Giovanni Bruno      |
|    | Italia (bandiera)         | A     | Giuseppe Caccavallo |
|    | Italia (bandiera)         | A     | Francesco Cardone   |
|    | Italia (bandiera)         | C     | Ivan Castiglia      |
|    | Brasile (bandiera)        | A     | Bruno Cazarine      |
|    | Italia (bandiera)         | A     | Fabio Ceccarelli    |
|    | Italia (bandiera)         | C     | Vincenzo Cellamare  |
|    | Italia (bandiera)         | D     | Rodrigo De Lazzeri  |
|    | Italia (bandiera)         | A     | Nico De Lucia       |
|    | Costa d'Avorio (bandiera) | C     | Almamy Doumbia      |
|    | Italia (bandiera)         | D     | Giovanni Durante    |
|    | Italia (bandiera)         | D     | Aris Falzone        |
|    | Italia (bandiera)         | D     | Marco Fanelli       |
|    | Italia (bandiera)         | C     | Stefano Fattori     |
|    | Italia (bandiera)         | C     | Francesco Favasuli  |
|    | Italia (bandiera)         | C     | Fabio Ferraresi     |
|    | Italia (bandiera)         | D     | Nicola Ficano       |
|    | Italia (bandiera)         | D     | Raffaele Gambuzza   |
|    | Italia (bandiera)         | A     | Rosario Genova      |
|    | Italia (bandiera)         | A     | Saverio Guariniello |
|    | Italia (bandiera)         | C     | Roberto Iacoponi    |
|    | Italia (bandiera)         | C     | Alfonso Iennaco     |

| N. |                      | Ruolo | Calciatore                     |
| -- | -------------------- | ----- | ------------------------------ |
|    | Italia (bandiera)    | D     | Francesco La Rosa              |
|    | Italia (bandiera)    | C     | Luca Leone                     |
|    | Italia (bandiera)    | A     | Federico Ligori                |
|    | Italia (bandiera)    | D     | Claudio Lollini                |
|    | Argentina (bandiera) | A     | Gaston Ezequiel Nicolas Lucano |
|    | Italia (bandiera)    | A     | Massimo Manca                  |
|    | Italia (bandiera)    | P     | Francesco Mancini              |
|    | Italia (bandiera)    | C     | Nicola Mancino                 |
|    | Italia (bandiera)    | D     | Pietro Marinello               |
|    | Italia (bandiera)    | D     | Alessio Mariotti               |
|    | Italia (bandiera)    | C     | Marco Martellotta              |
|    | Brasile (bandiera)   | P     | Maximinio Montresor            |
|    | Svizzera (bandiera)  | C     | Ludovico Moresi                |
|    | Italia (bandiera)    | D     | Gabriele Murazzo               |
|    | Italia (bandiera)    | P     | Marco Murriero                 |
|    | Italia (bandiera)    | D     | Emanuele Musca                 |
|    | Danimarca (bandiera) | A     | Nicky Billie Nielsen           |
|    | Italia (bandiera)    | P     | Egidio Piccinni                |
|    | Italia (bandiera)    | A     | Francesco Piccolo              |
|    | Italia (bandiera)    | P     | Paolo Pirchio                  |
|    | Italia (bandiera)    | C     | Francesco Portosi              |
|    | Italia (bandiera)    | C     | Raffaele Poziello              |
|    | Italia (bandiera)    | D     | Vito Raguso                    |
|    | Italia (bandiera)    | D     | Francesco Sblano               |
|    | Brasile (bandiera)   | D     | Vanderson Scardovelli          |
|    | Italia (bandiera)    | D     | Nazzareno Scoppelliti          |
|    | Italia (bandiera)    | C     | Salvatore Sullo                |

## Risultati

### Campionato

#### Girone di andata
| 26 agosto 2007 1ª giornata | Martina | 0 – 0 | Sangiovannese |  |

| 3 settembre 2007 2ª giornata | Massese | 1 – 1 | Martina |  |

| 9 settembre 2007 3ª giornata | Martina | 2 – 2 | Juve Stabia |  |

| 16 settembre 2007 4ª giornata | Lucchese | 2 – 0 | Martina |  |

| 24 settembre 2007 5ª giornata | Martina | 1 – 5 | Crotone |  |

| 30 settembre 2007 6ª giornata | Martina | 1 – 1 | Sambenedettese |  |

| 8 ottobre 2007 7ª giornata | Ancona | 2 – 1 | Martina |  |

| 14 ottobre 2007 8ª giornata | Martina | 0 – 1 | Taranto |  |

| 21 ottobre 2007 9ª giornata | Potenza | 1 – 0 | Martina |  |

| 29 ottobre 2007 10ª giornata | Martina | 1 – 1 | Pescara |  |

| 1 novembre 2007 11ª giornata | Arezzo | 2 – 0 | Martina |  |

| 5 novembre 2007 12ª giornata | Martina | 0 – 2 | Salernitana |  |

| 12 novembre 2007 13ª giornata | Sorrento | 1 – 0 | Martina |  |

| 18 novembre 2007 14ª giornata | Martina | 0 – 0 | Pistoiese |  |

| 25 novembre 2007 15ª giornata | Gallipoli | 1 – 0 | Martina |  |

| 3 dicembre 2007 16ª giornata | Martina | 0 – 0 | Lanciano |  |

| 9 dicembre 2007 17ª giornata | Perugia | 0 – 1 | Martina |  |

#### Girone di ritorno
| 16 dicembre 2007 18ª giornata | Sangiovannese | 1 – 4 | Martina |  |

| 23 dicembre 2007 19ª giornata | Martina | 2 – 3 | Massese |  |

| 14 gennaio 2008 20ª giornata | Juve Stabia | 3 – 1 | Martina |  |

| 21 gennaio 2008 21ª giornata | Martina | 1 – 2 | Lucchese |  |

| 3 febbraio 2008 22ª giornata | Crotone | 3 – 1 | Martina |  |

| 10 febbraio 2008 23ª giornata | Sambenedettese | 2 – 0 | Martina |  |

| 17 febbraio 2008 24ª giornata | Martina | 0 – 3 | Ancona |  |

| 24 febbraio 2008 25ª giornata | Taranto | 5 – 0 | Martina |  |

| 10 marzo 2008 26ª giornata | Martina | 1 – 1 | Potenza |  |

| 16 marzo 2008 27ª giornata | Pescara | 3 – 0 | Martina |  |

| 22 marzo 2008 28ª giornata | Martina | 1 – 2 | Arezzo |  |

| 31 marzo 2008 29ª giornata | Salernitana | 2 – 0 | Martina |  |

| 6 aprile 2008 30ª giornata | Martina | 1 – 2 | Sorrento |  |

| 13 aprile 2008 31ª giornata | Pistoiese | 1 – 1 | Martina |  |

| 20 aprile 2008 32ª giornata | Martina | 2 – 0 | Gallipoli |  |

| 27 aprile 2008 33ª giornata | Virtus Lanciano | 0 – 2 | Martina |  |

| 4 maggio 2008 34ª giornata | Martina | 0 – 3 | Perugia |  |